# Щерба Григорій Никифорович
Григо́рій Никифо́рович Ще́рба (1914, с. Книжківці, нині у складі Хмельницького — 1992) — радянський мінералог, доктор геологічних наук, академік Академії Наук Казахстану, лауреат Ленінської премії (1958 р.).

## Наукова діяльність
Наукова кар'єра Г. Н. Щерби почалася ще під час війни з інтенсивного пошуку, розвідки та експлуатації вкрай потрібних для військової промисловості знаменитих рідкіснометалевих штокверків Казахстану. За його прямої участі (він був на той час одним з керівників тресту «Казредметразведка») вдалося виявити десятки рудних об'єктів, значна частина яких була передана в експлуатацію і мала істотне значення для наближення перемоги.
У бурхливому розвитку нових галузей геології наприкінці 40-х років Казахстан мав базове значення завдяки своїм надзвичайно багатим і різноманітним мінерально-сировинним ресурсам. Визначну роль у формуванні металогенії як головного науково-практичного напряму геології республіки відіграв Г. Н. Щерба. Після створення АН КазРСР його одразу ж запросили працювати у ній, і він очолив сектор рідкісних металів.
Вершинним досягненням у вивченні родовищ рідкіснометалевих штокверків була металогенічна карта Казахстану, а також перекладена багатьма мовами фундаментальна праця Г. Н. Щерби «Геологія і походження рідкіснометалевих родовищ Казахстану».
Глибшому і повнішому осмисленню значення рідкісних металів для економіки і промисловості країни у 1950-ті роки сприяло безпрецедентне геологометалогенічне узагальнення — результат великої багаторічної праці всієї геологічної служби Казахстану під керівництвом К. І. Сатпаєва. Так звана «карта», яка насправді являла собою багатотомне зведення з текстовими і картографічними серіями, набула великого суспільного резонансу. Вона стала першою металогенічною картою в СРСР і тривалий час залишалася головним металогенічним документом Казахстану. За цю роботу К. І. Сатпаєв та Г. Н. Щерба були удостоєні Ленінської премії.
Наступним етапом діяльності талановитого науковця стало поглиблене вивчення найперспективніших у металогенічному відношенні рудних регіонів: Рудного Алтаю, Успенської та Чу-Ілійської зон, Балхаського сегмента. В усіх дослідженнях був задіяний великий контингент вчених і виробничників.
Ще одним важливим внеском Г. Н. Щерби у розвиток металогенії були дві масштабні ідеї: про сингенетичний — вулканогенний — генезис 5-елементних руд Атасуйського типу (залізо, марганець, свинець, цинк, барій) та інших поліметалевих родовищ Казахстану; про визначальну роль у рудогенезі деформаційного процесу і вторинність родовищ Рудного Алтаю, а також поліметалів інших регіонів Казахстану.
Здійснений у 1960—1980-ті роки рейд найперспективнішими регіонами КазРСР, який дав можливість збагатити сировиною металогенію і поглибити зв'язки з тектонікою, навіяв вченому ідею про геотектоногени як тектонічний генератор металогенічного процесу.
Останні роботи Г. Н. Щерби — глибокі за аналізом проблеми та широкосяжні енциклопедичні зведення з геології та металогенії Рудного Алтаю.

## Джерело
- Щерба Григорій Никифорович [Архівовано 1 липня 2014 у Wayback Machine.] (рос.)

1. 1 2  Чеська національна авторитетна база даних